# نورت دام دو نورد (كيبك)
نورت دام دو نورد (بالإنجليزية: Notre-Dame-du-Nord, Quebec)‏ هي بلدية محلية في كيبيك تقع في كندا في بلدية مقاطعة تميسكامينغ الإقليمية ‏. يقدر عدد سكانها بـ 1,075 نسمة ومساحتها 89.60 كم2 .